# Віялохвісткові
Віялохвісткові (Rhipiduridae) — родина невеликих горобцеподібних птахів. Містить 43 види. Це дрібні комахоїдні птахи, що поширені в Австралазії, Південно-Східній Азії та Індійському субконтиненті.

## Роди
Родина включає три роди:
- Віялохвістка (Rhipidura) — 40 видів
- Шовкохвіст (Lamprolia) — 2 види
- Папуанський дронго (Chaetorhynchus) — 1 вид
- Сангезький монарх-довгохвіст (Eutrichomyias) — 1 вид